# Ligas mayores
Ligas mayores es el tercer álbum de la banda de rock chilena Tronic, lanzado el año 2006. Fue grabado, mezclado y producido por la misma banda en los estudios de Pelúa Records. Triclozán es un tema de la banda osornina Cura Fácil, grabado en 1993.
| N.º | Título             | Duración |  |
| 1.  | «Fénix»            | 3:11     |  |
| 2.  | «Mantarraya»       | 2:57     |  |
| 3.  | «Brasil»           | 3:39     |  |
| 4.  | «Gran Velocidad»   | 2:55     |  |
| 5.  | «Bajo Llave»       | 2:51     |  |
| 6.  | «Los Caminos»      | 2:17     |  |
| 7.  | «Indoor»           | 2:54     |  |
| 8.  | «Ven Al Boske»     | 3:02     |  |
| 9.  | «Santiago»         | 2:59     |  |
| 10. | «Soñando»          | 2:56     |  |
| 11. | «1600»             | 2:51     |  |
| 12. | «Rompe el Destino» | 2:42     |  |
| 13. | «Triclozan»        |          |  |

## Sencillos
- Triclozan, 2006 (Cura Fácil)
- Fénix, 2006
- Brasil, 2007
- Mantarraya, 2007

## Créditos
- Rodrigo Vizcarra - Voz y Bajo
- Gustavo Labrín - Voz y Guitarra
- Carlos Lama - Guitarra
- Dani Palma - Batería

- Datos: Q5976201